# Fanny Lewald

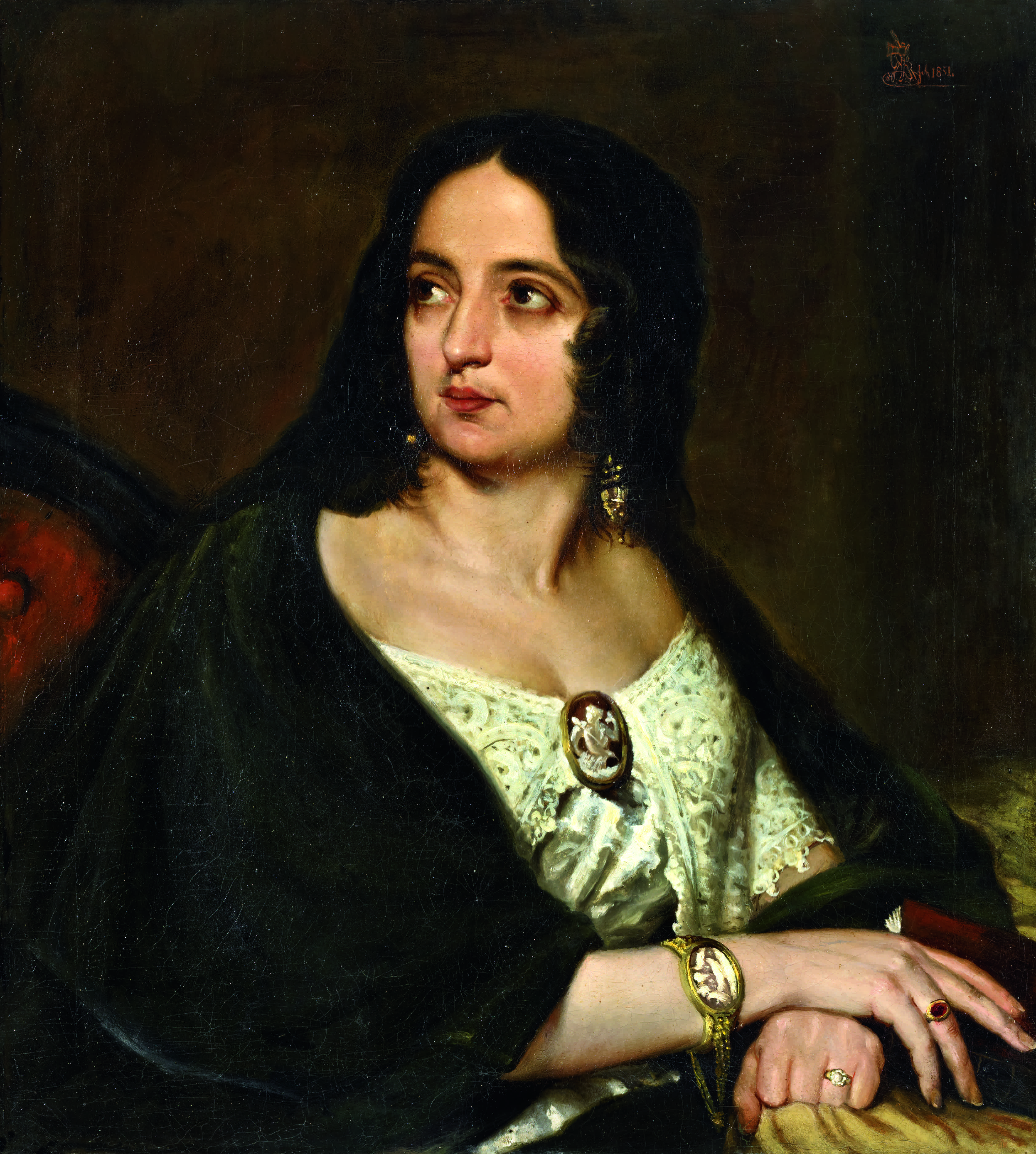
Lazarus Wihl: Porträt der Schriftstellerin Fanny Lewald (1851).
Lewalds Unterschrift:

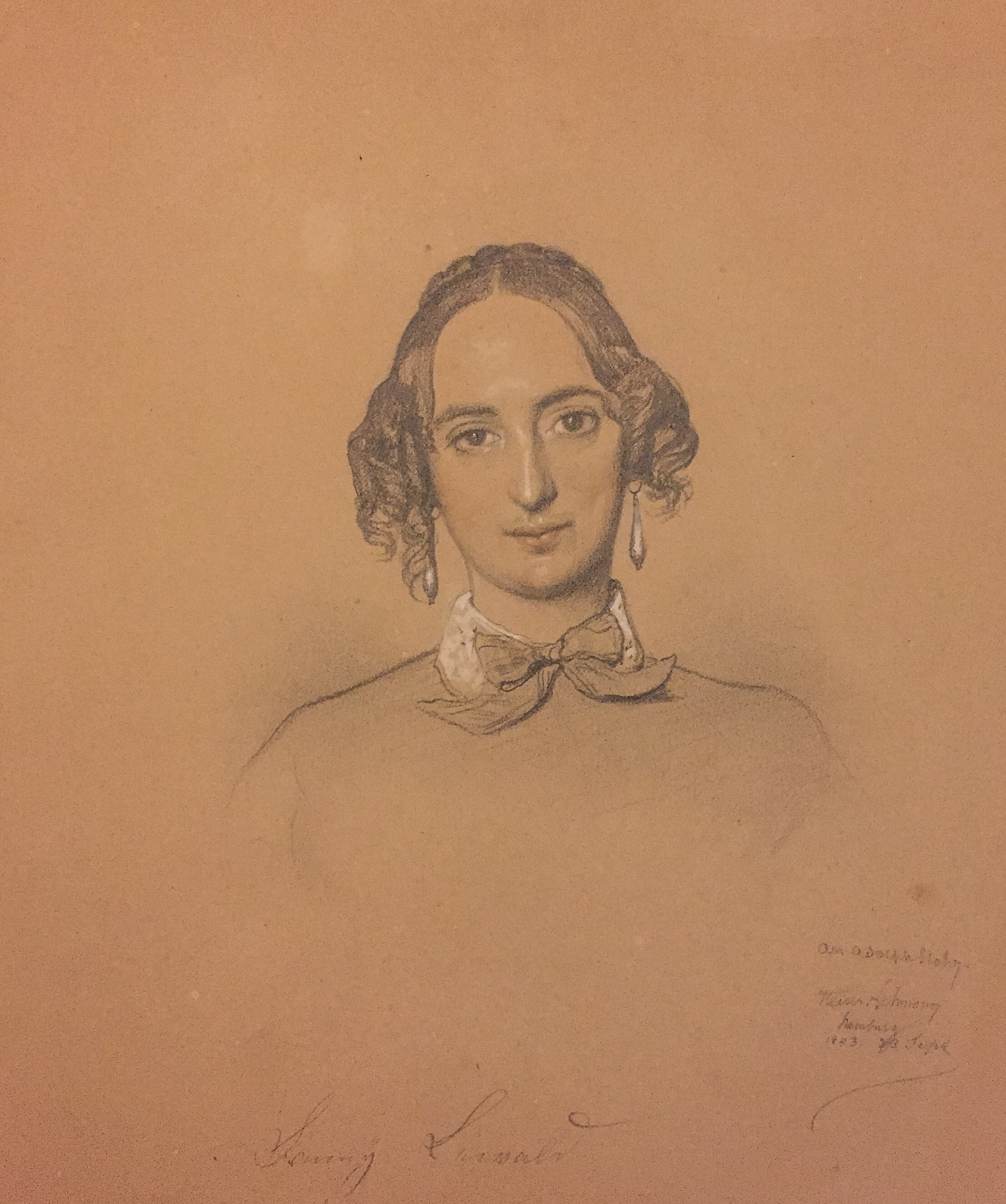
Fanny Lewald (1848)

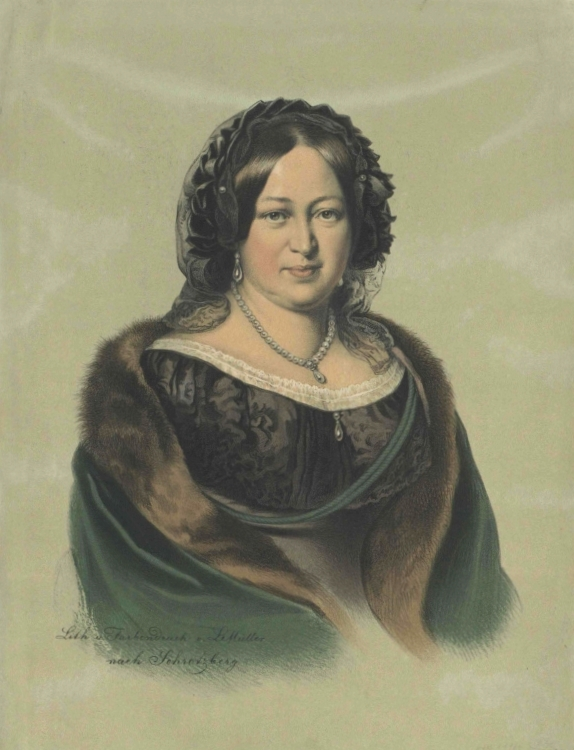
Fanny Lewald, Lithografie nach Franz Schrotzberg

Fanny Lewald, geborene Marcus (* 24. März 1811 in Königsberg i. Pr.; † 5. August 1889 in Dresden) war eine deutsche Schriftstellerin, die auch für Frauenrechte eintrat.

## Leben
Geboren als ältestes von neun Kindern des jüdischen Kaufmanns David Marcus (1787–1846) und seiner Frau Zipora geborene Assur (1790–1841) trug sie den Namen Marcus, bis der Vater 1831 seine gesamte Familie in Lewald umbenennen ließ. Bereits 1826 hatte er seinen beiden Söhnen und 1829 seiner Tochter den Übertritt zum Protestantismus gestattet – im Bestreben, den Kindern zu helfen, ihre soziale Außenseitersituation zu überwinden, den Söhnen freie Berufswahl und Fanny die Eheschließung mit einem christlichen Mann zu ermöglichen. Obgleich ihre Familie nicht religiös war, bekam Lewald schon als kleines Kind und 1819 bei den Hep-Hep-Krawallen antisemitische Anfeindungen zu spüren. Unmittelbar nach der Taufe bereute sie den Übergang zum Christentum, da sie der Vorstellung eines persönlichen Gottes zunehmend kritisch, ja ablehnend gegenüberstand. Eine Ehe mit dem Theologiestudenten Leopold Bock, der um sie warb, kam nicht zustande.
Bis zum 14. Lebensjahr besuchte Lewald eine Privatschule, da ihr Vater trotz seiner Vorbehalte gegen die sogenannten gelehrten Frauenzimmer dem Bildungshunger seiner hochbegabten ältesten Tochter nachgab. Ein Universitätsstudium, das ihren Brüdern selbstverständlich zustand, kam für sie – wie im 19. Jahrhundert für Frauen üblich – nicht in Frage. Lewald wurden die Betätigungen übertragen, die sich für eine gebildete Bürgerin ihres Standes gehörten: Handarbeiten und leichte Hausarbeiten, außerdem Klavierspiel und etwas Lektüre. Zeitweise, während einer schweren Erkrankung ihrer Mutter, führte sie den großen Haushalt der Familie. 1832/33 begleitete sie den Vater auf einer Geschäftsreise an Rhein und Neckar. Einige Zeit verbrachte sie in Breslau, wo sie bei ihrem Onkel Friedrich Lewald und dessen Frau, Henriette geb. Schlesinger lebte, die einen literarischen Salon führte. In Breslau lernte Fanny Lewald auch ihren Cousin Heinrich Simon kennen, den Sohn einer nach Breslau verheirateten Tante, in den sie sich verliebte, der aber ihre Zuneigung nicht erwiderte. 1837 widersetzte sie sich einer Zweckehe, welche die Eltern zu ihrer Versorgung schließen wollten.
Nachdem bereits in der von dem Publizisten August Lewald, einem Vetter ihres Vaters, geleiteten Zeitschrift Europa einige Artikel von ihr erschienen waren, veröffentlichte sie 1843 die beiden Romane Clementine und Jenny – aus Rücksicht auf die Familie zunächst anonym. Allen inneren und äußeren Widerständen zum Trotz suchte sie seither, ihren Lebensunterhalt mit der Schriftstellerei zu bestreiten, verließ Königsberg und zog nach Berlin.

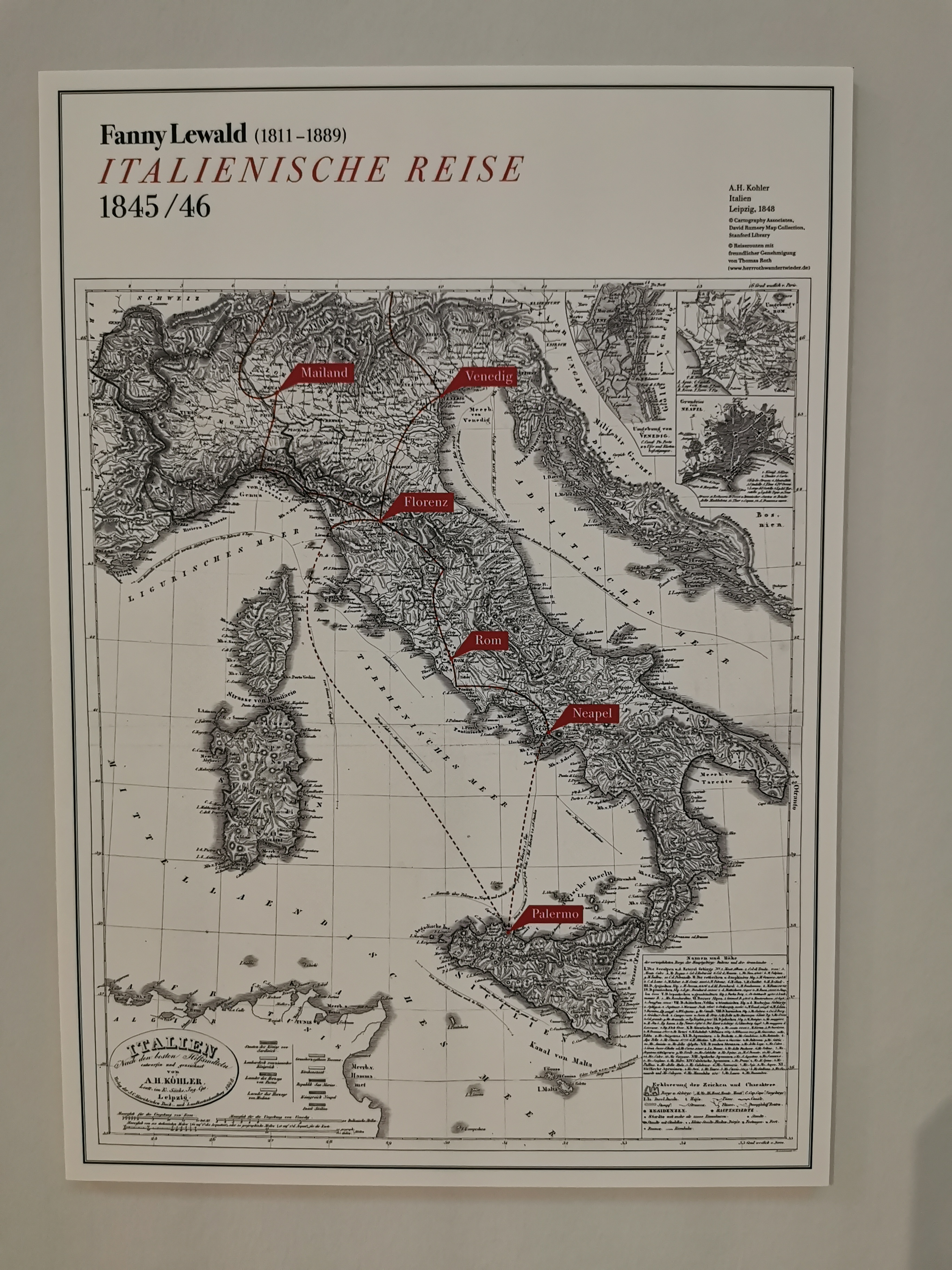
Stationen der Italienreise 1845/1846

1845/1846 unternahm Lewald eine Italienreise. In das Jahr 1845 fielen zwei entscheidende Begegnungen. Lewald lernte die Schriftstellerin Therese von Bacheracht kennen, mit der sie bis zu deren Tod 1852 eine enge Freundschaft verband. Und sie traf während ihres Aufenthaltes 1845/46 in Rom auf den Mann, der zur großen Liebe ihres Lebens wurde, den Oldenburger Gymnasiallehrer, Kritiker und Schriftsteller Adolf Stahr. Stahr wollte seine Frau und seine fünf Kinder zunächst nicht verlassen, aber auch die Beziehung zu Lewald nicht aufgeben. Eine Dreiecksbeziehung war jedoch besonders für Lewald inakzeptabel. Es folgten Jahre, in denen sie sich jeweils wenige Wochen sahen, bevor Stahr sich entschied und im Herbst 1852 zu Lewald nach Berlin zog. Bis Stahrs Ehe geschieden wurde und sie heiraten konnten, dauerte es weitere zweieinhalb Jahre. Gemeinsam unternahm das Paar zahlreiche Reisen nicht nur durch Deutschland, sondern auch nach England, Frankreich, Italien und in die Schweiz.

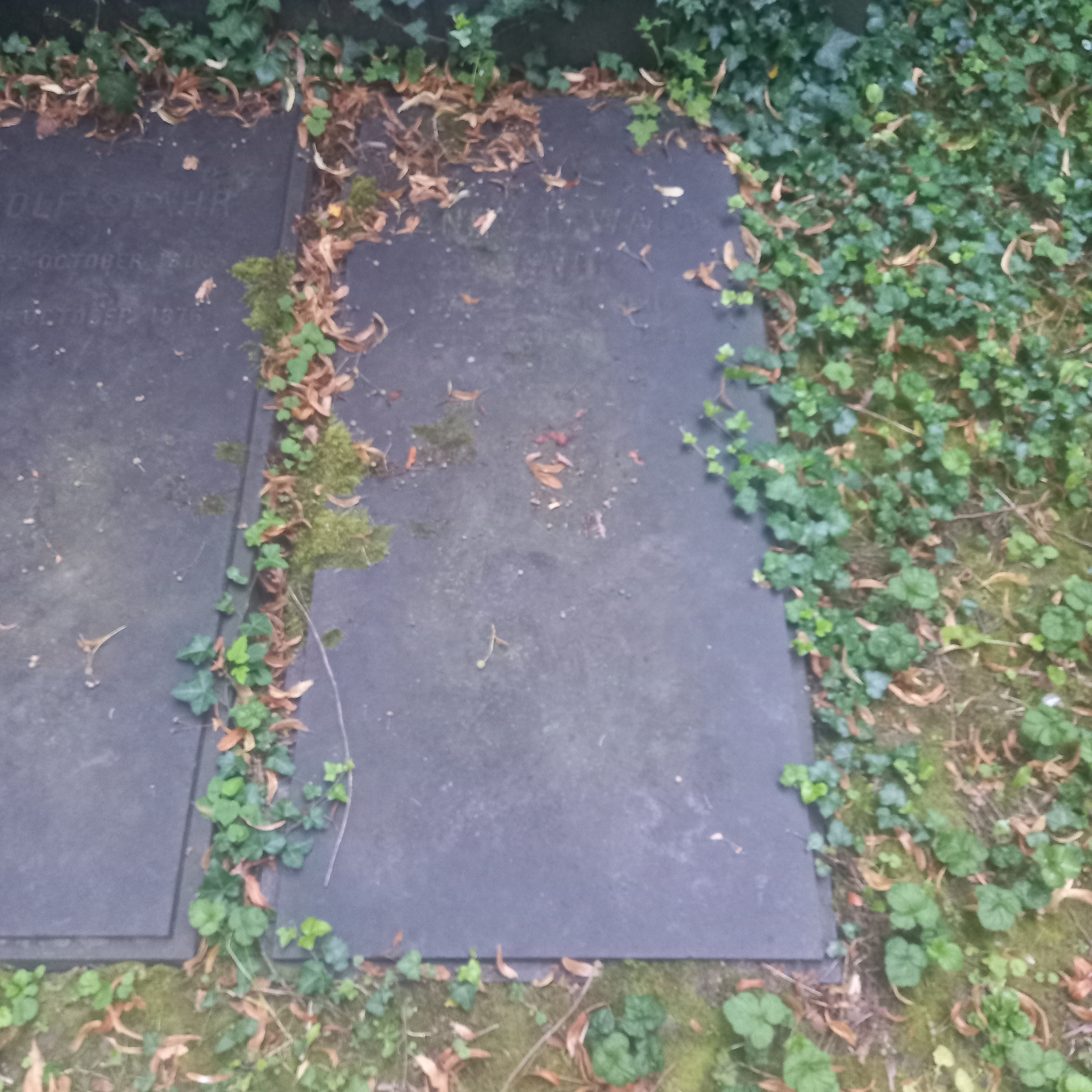
Das Grab von Fanny Lewald auf dem Alten Friedhof in Wiesbaden

Fanny Lewald verstarb 1889 in Dresden, wo auch ihre Schwester Minna Susanne Minden (1821–1891) lebte, wurde jedoch auf dem Alten Friedhof in Wiesbaden an der Seite ihres Mannes beerdigt. In Dresden erinnert heute die Fanny-Lewald-Straße an sie. Auch in Hamburg-Bergedorf, Wolfsburg und Rheine wurden Straßen nach ihr benannt.
Ihr jüngerer Bruder Otto (1813–1874), dem sie die „Wandlungen“ (1853) widmete, zählte zu den namhaftesten politischen Strafverteidigern seiner Zeit und war durch den „Polenprozeß“ (1847) und die Verteidigung Bettina von Arnims im „Magistratsprozess“ (1847) hervorgetreten. Ihre jüngere Schwester Elisabeth (1823–1909) war mit dem Maler Louis Gurlitt verheiratet und die Mutter des Kunsthistorikers Cornelius Gurlitt. Die Schwester Minna Susanne war die Mutter des Verlegers Heinrich Minden.

## Bedeutung
Lewald forderte das uneingeschränkte Recht der Frauen auf Bildung und auf gewerbliche Arbeit ebenso, wie sie sich gegen die Zwangsverheiratung junger Frauen einsetzte (sie selbst hatte sich in ihrer Jugend erfolgreich der Verheiratung mit einem ungeliebten Mann widersetzt). Auch gegen das Scheidungsverbot opponierte sie und sprach sich in ihrem dritten Roman Eine Lebensfrage für die Erleichterung der Ehescheidung aus. Soziale Fragen beschäftigten sie immer wieder, so in Der dritte Stand (1845) oder Die Lage der weiblichen Dienstboten (1843). Aber auch Erzählungen und Reisebilder gehörten zum Repertoire der Schriftstellerin, die oft auf Reisen war. Die Ereignisse von 1848 begleitete sie publizistisch und setzte den Revolutionen in Paris, Berlin und Frankfurt in ihren zweibändigen Erinnerungen aus dem Jahr 1848 (1850) ein Denkmal.
Lewald analysierte die Konventionen und Traditionen ihrer Zeit, sparte aber auch nicht an selbstkritischen Äußerungen gegen sich und das weibliche Geschlecht.

„Nun spielte mir kürzlich Fanny Lewald ihr 8-bändiges Werk ‚Von Geschlecht zu Geschlecht‘ in die Hände, und da habe ich mich denn 14 Tage mit schrecklichen Aufregungen herumschlagen müssen. Denn das Buch ist meisterhaft gearbeitet und jeder Charakter so trefflich gezeichnet, dass man unwillkürlich den ganzen Tag mit den Personen lebt. Ich unternehme aber fürs erste nicht wieder ein solches Abenteuer; es hat mich sicher ein Jahr meines Lebens gekostet“

Zu ihrem Freundes- und Bekanntenkreis gehörten neben vielen anderen Heinrich Heine, Herzog Carl Alexander von Sachsen-Weimar, Franz Liszt, Karl August Varnhagen von Ense, Ferdinand Lassalle, Hedwig Dohm, Ernst Dohm, Johann Jacoby, Henriette Herz, Willibald Alexis, Berthold Auerbach, Luise Mühlbach, Theodor Mundt, und Heinrich Laube. Nach der Revolution von 1848 gründete die „deutsche George Sand“ einen einflussreichen politisch-literarischen Salon in Berlin. Zunächst liberal eingestellt, wandelte sich Lewald zu ihrem Lebensende zur Monarchistin.
Lewalds Schriften sind von einem klaren Schreibstil geprägt; den romantisch-sentimentalen Tenor ihrer Zeit lehnte sie entschieden ab, wie ihre bitterböse, auf die Schriftstellerkollegin Ida Hahn-Hahn gemünzte Satire Diogena (1847) zeigt.
In den 1990er Jahren wurde das Werk von Fanny Lewald im Ulrike Helmer Verlag wieder aufgelegt. Der dreibändige Briefwechsel Fanny Lewalds mit Adolf Stahr erscheint seit 2014 im Aisthesis Verlag, die Wiederauflage ihres Romans Jenny erschien 2023 bei Reclam.

## Werke
- 1842 Clementine. Roman (anonym veröffentlicht) (Digitalisat). Neuausgabe Hofenberg, Berlin 2015, ISBN 978-3-8430-9619-5.
- 1843 Jenny (1. Teil als Digitalisat und Volltext im Deutschen Textarchiv; 2. Teil als Digitalisat und Volltext im Deutschen Textarchiv; 1988 und 2023 Neuauflagen). Neuausgabe Hofenberg, Berlin 2015, ISBN 978-3-8430-9621-8
- 1843 Einige Gedanken über Mädchenerziehung (In: Archiv für vaterländische Interessen oder Preußische Provinzial-Blätter)
- 1843 Andeutungen über die Lage der weiblichen Dienstboten (In: Archiv für vaterländische Interessen oder Preußische Provinzial-Blätter)
- 1845 Eine Lebensfrage. Roman in zwei Bänden (Digitalisat beider Bände in einem Buch). Neuausgabe Hofenberg, Berlin 2015, ISBN 978-3-8430-9623-2.
- 1845 Der dritte Stand. Erzählung. (In: Berliner Kalender für 1845)
- 1847 Diogena. Roman von Iduna Gräfin H...H...[3] (Digitalisat). Neuausgabe Hofenberg, Berlin 2015, ISBN 978-3-8430-9625-6.
- 1847 Italienisches Bilderbuch. In zwei Teilen (1967 Neuauflage). Neuausgabe Hofenberg, Berlin 2015, ISBN 978-3-8430-9635-5.
- 1849 Prinz Louis Ferdinand. 3 Bände. (1929 Neuauflage). (Digitalisat Band 1), (Digitalisat Band 2), (Digitalisat Band 3)
- 1850 Auf rother Erde. Novelle (Digitalisat). Neuausgabe Hofenberg, Berlin 2020, ISBN 978-3-7437-3655-9.
- 1850 Erinnerungen aus dem Jahr 1848 (Digitalisat).
- 1850 Liebesbriefe. Aus dem Leben eines Gefangenen. Roman (Digitalisat). Neuausgabe Hofenberg, Berlin 2022, ISBN 978-3-7437-4470-7.
- 1851 Dünen- und Berggeschichten. Reisetagebuch, 2 Bände (Digitalisat beider Bände in einem Buch).
- 1851 und 1852 England und Schottland. Reisetagebuch, 2 Bände (Digitalisat beider Bände in einem Buch).
- 1853 Wandlungen. Roman. In vier Bänden. (Digitalisate)
- 1855 Adele. Roman (Digitalisat). Neuausgabe Hofenberg, Berlin 2015, ISBN 978-3-8430-9637-9.
- 1856 Die Kammerjungfer, Roman in 3 Teilen
- 1856 Deutsche Lebensbilder. Vier Erzählungen: Die Hausgenossen, Das große Los, Kein Haus, Die Tante (Digitalisat).
- 1858 Die Reisegefährten. Roman in 2 Bänden (Digitalisat beider Bände in einem Buch).
- 1859–1864 Neue Romane. In fünf Bänden: Der Seehof. Schloß Tannenburg. Graf Joachim. Emilie. Der letzte seines Stammes. Mamsell Philippinens Philipp.
- 1860 Das Mädchen von Hela. In 2 Teilen (Digitalisat Band 1), (Digitalisat) Band 2).
- 1861–1862 Meine Lebensgeschichte. In 3 Abteilungen zu je 2 Teilen. (Digitalisate). Neuausgabe Hofenberg, Berlin 2015, ISBN 978-3-8430-9629-4.
- 1861 Eine alte Firma. In: Freya, 1861, Band 1, S. 27–41.
- 1861 Berliner Kinder. In: Freya, 1861, Band 1, S. 134–136; 150–154, 214–220, 263–268, 308–314, 343–348, 368–372.
- 1862 Bunte Bilder. In 2 Teilen (Digitalisat beider Bände in einem Buch).
- 1862 Der Letzte seines Stammes. Historischer Roman. Neuausgabe Hofenberg, Berlin 2021, ISBN 978-3-7437-3919-2.
- 1862 Gesammelte Novellen.
- 1863 Osterbriefe für die Frauen (Digitalisat)
- 1864 Adele (2. Ausgabe als Digitalisat und Volltext im Deutschen Textarchiv)
- 1864–1866 Von Geschlecht zu Geschlecht. 2 Abteilungen: Der Freiherr in 3 Bänden; Der Emporkömmling in 5 Bänden. (Digitalisate).
  - Von Geschlecht zu Geschlecht, Erster Teil: Der Freiherr, Neuausgabe Hofenberg, Berlin 2015, ISBN 978-3-8430-9631-7.
  - Von Geschlecht zu Geschlecht, Zweiter Teil: Der Emporkömmling, Neuausgabe Hofenberg, Berlin 2015, ISBN 978-3-8430-9633-1.
- 1866–1868 Erzählungen. 3 Bände: Vornehme Welt. Das Mädchen von Oyas. Die Dilettanten. Jasch.
- 1868 Villa Riunione. Erzählungen eines alten Tanzmeisters. 2 Bände: Prinzessin Aurora. Eine traurige Geschichte. Ein Schiff aus Cuba. Domenico.
- 1869 Sommer und Winter am Genfersee (Digitalisat).
- 1869 (Mitarbeit) Ein Winter in Rom
- 1870 Für und wider die Frauen (Digitalisat und Volltext im Deutschen Textarchiv). Neuausgabe Hofenberg, Berlin 2015, ISBN 978-3-8430-9627-0.
- 1870 Die Frauen und das allgemeine Wahlrecht. In: Westermanns Monatshefte, Band 28
- 1870 Nella. Eine Weihnachtsgeschichte
- 1871 Die Unzertrennlichen. Pflegeeltern. 2 Erzählungen (Digitalisat).
- 1873 Die Erlöserin. Roman in 3 Bänden (Digitalisat Band 1), (Digitalisat Band 2), (Digitalisat Band 3).
- 1874 Benedikt. 2 Bände (Digitalisat Band 1), (Digitalisat Band 2).
- 1875 Benvenuto. Ein Roman aus der Künstlerwelt. 2 Bände
- 1877 Neue Novellen: Die Stimme des Blutes. Ein Freund in Not. Martina. (Digitalisat)
- 1880 Helmar. Roman. (Digitalisat)
- 1880 Reisebriefe aus Deutschland, Italien und Frankreich (1877, 1878). (Digitalisat)
- 1880 Zu Weihnachten. 3 Erzählungen
- 1881 Vater und Sohn. Novelle (Digitalisat)
- 1883 Treue Liebe. Erzählung
- 1883 Stella. Zweiter Band. Roman. (Digitalisat)
- 1883 Vom Sund zum Posilipp! Briefe aus den Jahren 1879–1881.
- 1885 Im Abendrot. Kaleidoskopische Erzählungen in 16 Briefen.
- 1887 Erinnerungen an Franz Liszt
- 1887 Erinnerungen an Fürst Hermann von Pückler-Muskau
- 1887 Die Familie Darner. 3 Bände
- 1888 Zwölf Bilder nach dem Leben. Erinnerungen. (Digitalisat)
- 1888 Josias. Eine Geschichte aus alter Zeit. Neuausgabe Hofenberg, Berlin 2020, ISBN 978-3-7437-3780-8.
- 1899 Eine Erscheinung. Eine hinterlassene Erzählung. Neuausgabe Hofenberg, Berlin 2024, ISBN 978-3-7437-4816-3.
- 1910 Die Tante. In: Deutscher Novellenschatz. Hrsg. von Paul Heyse und Hermann Kurz. Band 14. 2. Auflage. Berlin, [1910], S. 69–193. In: Thomas Weitin (Hrsg.): Volldigitalisiertes Korpus. Der Deutsche Novellenschatz. Darmstadt/Konstanz, 2016 (Digitalisat und Volltext im Deutschen Textarchiv). Neuausgabe Hofenberg, Berlin 2020, ISBN 978-3-7437-3664-1.
- 1927 Römisches Tagebuch 1845/46. Hrsg. Heinrich Spiero. Leipzig 1927 Digitalisat.